# Koridor Kanton – Kchun-ming
Koridor Kanton – Kchun-ming (čínsky v českém přepisu kuang-kchun tchung-tao, pchin-jinem guǎngkūn tōngdào, znaky zjednodušené 广昆通道, tradiční 廣昆通道) je vysokorychlostní železniční koridor v Číně, jeden z osmi východozápadních koridorů v rámci budované čínské sítě „Osmi vertikálních a osmi horizontálních“ vysokorychlostních železničních koridorů.
S celým koridorem je souznačná vysokorychlostní trať Kanton – Kchun-ming (čínsky v českém přepisu kuang-kchun kao-su tchie-lu, pchin-jinem guǎngkūn gāosù tiělù, znaky zjednodušené 广昆高速铁路, tradiční 廣昆高速鐵路), sestávající ze dvou dílčích úseků: železniční trati Nan-ning – Kanton a vysokorychlostní trati Nan-ning – Kchun-ming.

## Trasa
| Úsek koridoru         | Úsek koridoru         | Max. rych. km/h | Délka úseku km | Stav      | Začátek výstavby Uvedení do provozu | Pozn. |
| --------------------- | --------------------- | --------------- | -------------- | --------- | ----------------------------------- | ----- |
| Kanton – Nan-ning     | Kanton – Nan-ning     | 250             | 576            | V provozu | 9. listopadu 2008 26. prosince 2014 |       |
| Nan-ning – Kchun-ming | Nan-ning – Kchun-ming | 250             | 706            | V provozu | 27. prosince 2009 28. prosince 2016 |       |